# Roberto Zanetti
Pour les articles homonymes, voir Roberto Zanetti (homonymie).
Roberto Zanetti, né le 14 décembre 1954 à Soleure (originaire de Poschiavo), est une personnalité politique suisse du canton de Soleure, membre du Parti socialiste.
Il est député du canton de Soleure au Conseil national de décembre 1999 à novembre 2003, conseiller d'État d'octobre 2003 à juillet 2005, puis député du canton de Soleure au Conseil des États de mars 2010 à décembre 2023.

## Biographie
Roberto Zanetti naît le 14 décembre 1954 à Soleure. Il est originaire de Poschiavo, dans le canton des Grisons. Il grandit à Gerlafingen. Son père, italophone des Grisons, est fondeur chez Von Roll.
Il fait des études d'économie et de droit, sans les achever.
Il est célibataire et n'a pas d'enfants. Il habite à Gerlafingen.

### Parcours politique
Il adhère en 1972 au Parti socialiste après la votation sur l'initiative populaire fédérale « pour le contrôle renforcé des industries d'armement et pour l'interdiction d'exportation d'armes ».
Entre 1990 et 2000, il est maire de la commune de Gerlafingen et, de 1993 à 1999, député au Grand Conseil du canton de Soleure. En 1999, il est élu au Conseil national où il reste jusqu'en 2003. Cette même année, il permet au parti socialiste d'obtenir un second siège au Conseil d'État soleurois en emportant l'élection. Il gagne alors le surnom de der rote Röbu, « Robin le rouge » en allemand.
Pris dans l'affaire de la fondation Pro Facile de laquelle il a touché de l'argent pour financer sa campagne électorale, il n'est pas réélu en 2005 et se tient à l'écart de la vie politique pendant quelques années. En mars 2009, il est cependant réélu au Grand Conseil puis, en janvier 2010, au Conseil des États en remplacement de son collègue de parti Ernst Leuenberger, décédé quelques mois plus tôt d'un cancer.
Il ne se représente pas pour un cinquième mandat lors des élections fédérales de 2023.